# Federação Gaúcha de Futebol
A Federação Gaúcha de Futebol (FGF) é a entidade máxima de futebol no Rio Grande do Sul. É responsável por organizar o Campeonato Gaúcho de Futebol, lhe cabendo ainda, representar os clubes gaúchos junto à Confederação Brasileira de Futebol (CBF). Atualmente, é presidida por Luciano Hocsman.
O Rio Grande do Sul já possuía competições citadinas e regionais, mas não havia uma entidade que organizasse um campeonato estadual. Em 18 de maio de 1918, em uma reunião na sede da revista "A Máscara" no centro de Porto Alegre, foi criada a Federação Riograndense de Desportos para congregar as associações esportivas e comandar a disputa pelo título estadual. A primeira presidência ficou com Aurélio de Lima Py, do Grêmio, que organizou o primeiro campeonato - que só contou com três equipes devido a uma forte epidemia de gripe.
Entre os principais clubes da federação e que disputam as quatro divisões principais nacionais, encontram-se o Grêmio, o Internacional, o Brasil de Pelotas, o Juventude, o Ypiranga de Erechim, o São José-RS, o Caxias, o São Luiz e o Pelotas.

## Competições profissionais atuais
| Competição                            | Última realização | Último campeão | Último vice-campeão | Maior campeão                                                                                  | Edições |
| ------------------------------------- | ----------------- | -------------- | ------------------- | ---------------------------------------------------------------------------------------------- | ------- |
| Campeonato Gaúcho - Série A           | 2025              | Internacional  | Grêmio              | Internacional (46 vezes)                                                                       | 105     |
| Campeonato Gaúcho - Série A2          | 2025              | Monsoon        | Pelotas             | Ypiranga de Erechim (5 vezes)                                                                  | 69      |
| Campeonato Gaúcho - Série B           | 2025              | Gramadense     | Real                | Guarany de Bagé (3 vezes)                                                                      | 24      |
| Copa FGF                              | 2025              | São José-RS    | Ypiranga de Erechim | Internacional, Juventude, Lajeadense, Novo Hamburgo, Pelotas, São José-RS e São Luiz (2 vezes) | 21      |
| Recopa Gaúcha                         | 2025              | Grêmio         | São José-RS         | Grêmio (5 vezes)                                                                               | 12      |
| Campeonato Gaúcho de Futebol Feminino | 2025              | Grêmio         | Internacional       | Internacional (12 vezes)                                                                       | 28      |

## Competições amadoras atuais
| Competição                                   | Última realização | Último campeão       | Último vice-campeão | Maior campeão                                                | Edições |
| -------------------------------------------- | ----------------- | -------------------- | ------------------- | ------------------------------------------------------------ | ------- |
| Campeonato Gaúcho Sub-20                     | 2025              | Internacional        | Grêmio              | Internacional (17 vezes)                                     | 34      |
| Campeonato Gaúcho Sub-17                     | 2025              | Grêmio               | Juventude           | Internacional (15 vezes)                                     | 34      |
| Campeonato Gaúcho Sub-15                     | 2024              | Grêmio               | Lajeado             | Internacional (11 vezes)                                     | 23      |
| Campeonato Gaúcho Sub-13                     | 2024              | Grêmio               | Internacional       | Grêmio (1 vez)                                               | 1       |
| Campeonato Gaúcho Sub-20 - Série A2          | 2024              | Ivoti                | Brasil de Pelotas   | Ivoti e Real (1 vez)                                         | 2       |
| Campeonato Gaúcho Sub-17 - Série A2          | 2024              | Cruzeiro de Santiago | Esportivo           | Cruzeiro de Santiago, Inter de Santa Maria e Lajeado (1 vez) | 2       |
| Campeonato Gaúcho de Futebol Feminino Sub-17 | 2024              | Grêmio               | Internacional       | Internacional (3 vezes)                                      | 4       |
| Campeonato Gaúcho de Futebol Feminino Sub-15 | 2024              | Grêmio               | Internacional       | Grêmio (1 vez)                                               | 1       |

## Competições profissionais extintas
| Competição                      | Última realização | Último campeão | Último vice-campeão | Maior campeão                                                | Edições |
| ------------------------------- | ----------------- | -------------- | ------------------- | ------------------------------------------------------------ | ------- |
| Super Copa Gaúcha               | 2016              | Internacional  | Ypiranga            | Pelotas, Lajeadense, São José e Internacional (1 vez)        | 4       |
| Campeonato Região Sul-Fronteira | 2016              | Lajeadense     | Grêmio              | Pelotas (2 vezes)                                            | 7       |
| Campeonato Região Metropolitana | 2016              | São José       | Novo Hamburgo       | Novo Hamburgo (2 vezes)                                      | 4       |
| Campeonato Região Serrana       | 2016              | Caxias         | Ypiranga            | Passo Fundo, Juventude, União Frederiquense e Caxias (1 vez) | 4       |
| Copa Governador do Estado       | 1991              | Internacional  | São Luiz            | Esportivo (3 vezes)                                          | 13      |
| Copa Bento Gonçalves            | 1985              | São Paulo-RS   | Internacional       | São Paulo-RS (1 vez)                                         | 1       |
| Torneio da Morte                | 1979              | 14 de Julho    | Cachoeira           | Rio Grande (2 vezes)                                         | 6       |

## Competições amadoras extintas
| Competição                               | Última realização | Último campeão | Último vice-campeão  | Maior campeão             | Edições |
| ---------------------------------------- | ----------------- | -------------- | -------------------- | ------------------------- | ------- |
| Copa Rio Grande do Sul de Futebol Sub-20 | 2019              | Grêmio         | Vasco da Gama        | São Paulo (3 vezes)       | 5       |
| Campeonato Gaúcho de Futebol Master      | 2016              | São José-RS    | Feliz                | Esportivo (5 vezes)       | 13      |
| Campeonato Gaúcho de Futebol Amador      | 2014              | 12 Horas       | Serrano              | 15 de Novembro (14 vezes) | 61      |
| Campeonato Brasileiro de Futebol Sub-20  | 2014              | Corinthians    | Athletico Paranaense | Cruzeiro (3 vezes)        | 9       |
| Campeonato Brasileiro de Futebol Sub-17  | 2012              | Internacional  | Grêmio               | Internacional (1 vez)     | 1       |

## Presidentes
- 1918-1922: Aurélio de Lima Py
- 1922-1923: Paulo Hecker
- 1923-1925: Alberto de Brito
- 1925-1927: Cícero Soares
- 1927-1930: Antenor Lemos
- 1930-1931: Luiz Chaves Barcellos
- 1931-1932: Otávio Telles de Freitas
- 1932-1933: Cícero Soares
- 1933-1934: Francisco de Paula Job
- 1934-1935: Oscar Dias Campos
- 1935: Ildo Meneghetti
- 1935-1937: Alexandre Martins da Rosa
- 1937-1940: Milton H. Soares
- 1940-1941: Cícero Ahrends
- 1941-1942: Remy de Menezes Gorga
- 1942-1943: Octávio Abreu da Silva Lima
- 1943-1945: Affonso Teixeira Avencurt
- 1945-1966: Aneron Corrêa de Oliveira
- 1966-1967: Pedro Sirangelo (1º vice-presidente)
- 1967-1968: Pedro Sirangelo
- 1968-1970: Mareu Ferreira (1º vice-presidente)
- 1970-1982: Rubens Freire Hofmeister
- 1982-1985: João Giugliani Filho
- 1985: Antônio R. P. Machado Neto (interventor)
- 1985-1991: Rubens Freire Hofmeister
- 1991-2004: Emídio Odósio Perondi
- 2004-2019: Francisco Novelleto Neto
- 2019-: Luciano Hocsman

## Clubes gaúchos no Campeonato Brasileiro

### Série A

#### Grêmio Foot-Ball Porto Alegrense
Títulos:
- 1 Copa Intercontinental (1983)
- 3 Conmebol Libertadores (1983, 1995 e 2017)
- 2 Conmebol Recopa (1996 e 2018)
- 1 Copa Internacional de Porto Alegre (1971)
- 1 Copa do Atlântico (1971)
- 1 Copa Fraternidade (1968)
- 1 Copa Los Angeles (1983)
- 1 Sanwa Bank Cup (1995)
- 2 Campeonato Brasileiro - Série A (1981 e 1996)
- 1 Campeonato Brasileiro - Série B  (2005)
- 5 Copa do Brasil (1989, 1994, 1997, 2001 e 2016)
- 1 Supercopa do Brasil (1990)
- 1 Copa Sul (1999)
- 1 Campeonato Sul-Brasileiro (Torneio da Legalidade) (1962)
- 3 Taça Brasil - Zona Sul (1959, 1963 e 1965)
- 6 Taça Brasil - Grupo Sul (1959, 1960, 1963, 1965, 1966 e 1967)
- 43 Campeonato Gaúcho (1921, 1922, 1926, 1931, 1932, 1946, 1949, 1956, 1957, 1958, 1959, 1960, 1962, 1963, 1964, 1965, 1966, 1967, 1968, 1977, 1979, 1980, 1985, 1986, 1987, 1988, 1989, 1990, 1993, 1995, 1996, 1999, 2001, 2006, 2007, 2010, 2018, 2019, 2020, 2021, 2022, 2023 e 2024)
- 1 Copa FGF (2006)
- 4 Recopa Gaúcha (2019, 2021, 2022 e 2023)
- 1 Taça Fernando Carvalho (2010)
- 1 Taça Piratini (2011)
- 1 Taça Francisco Novelletto Neto (2020)
- 1 Taça 100 Anos Gauchão (2019)
- 28 Campeonato Citadino de Porto Alegre (1911, 1912, 1914, 1915, 1919, 1920, 1921, 1922, 1923, 1925, 1926, 1930, 1931, 1932, 1933, 1935, 1937, 1938, 1939, 1946, 1949, 1956, 1957, 1958, 1959, 1960, 1964 e 1965)

#### Sport Club Internacional
Títulos:
- 1 Copa do Mundo de Clubes (2006)
- 2 Conmebol Libertadores (2006 e 2010)
- 1 Conmebol Sul-Americana (2008)
- 2 Conmebol Recopa (2007 e 2011)
- 1 Suruga Bank Championship (2009)
- 3 Campeonato Brasileiro - Série A (1975, 1976 e 1979)
- 1 Copa do Brasil (1992)
- 1 Torneio Heleno Nunes (1984)
- 1 Taça Brasil - Zona Sul (1962)
- 1 Taça Brasil - Grupo Sul (1962)
- 45 Campeonato Gaúcho (1927, 1934, 1940, 1941, 1942, 1943, 1944, 1945, 1947, 1948, 1950, 1951, 1952, 1953, 1955, 1961, 1969, 1970, 1971, 1972, 1973, 1974, 1975, 1976, 1978, 1981, 1982, 1983, 1984, 1991, 1992, 1994, 1997, 2002, 2003, 2004, 2005, 2008, 2009, 2011, 2012, 2013, 2014, 2015 e 2016)
- 1 Campeonato Gaúcho - Segunda Divisão (2017)
- 2 Copa FGF (2009 e 2010)
- 2 Copa Governador (1978 e 1991)
- 1 Super Copa Gaúcha (2016)
- 2 Recopa Gaúcha (2016 e 2017)
- 1 Campeonato da Região Sul-Fronteira (2016)
- 2 Taça Piratini (2009 e 2013)
- 5 Taça Farroupilha (2009, 2010, 2011, 2012 e 2013)
- 24 Campeonato Citadino de Porto Alegre (1913, 1914, 1915, 1916, 1917, 1920, 1922, 1927, 1934, 1936, 1940, 1941, 1942, 1943, 1944, 1945, 1947, 1948, 1950, 1951, 1952, 1953, 1955 e 1972)

#### Esporte Clube Juventude
Títulos:
- 1 Campeonato Brasileiro - Série B  (1994)
- 1 Copa do Brasil (1999)
- 1 Campeonato Gaúcho (1998)
- 2 Copa FGF (2011 e 2012)
- 2 Copa Governador (1975 e 1976)
- 1 Campeonato da Região Serrana (2014)
- 24 Campeonato Citadino de Caxias do Sul (1920, 1921, 1922, 1923, 1924, 1925, 1926, 1928, 1929, 1930, 1931, 1932, 1933, 1934, 1935, 1936, 1938, 1939, 1940, 1941, 1949, 1950, 1951 e 1952)

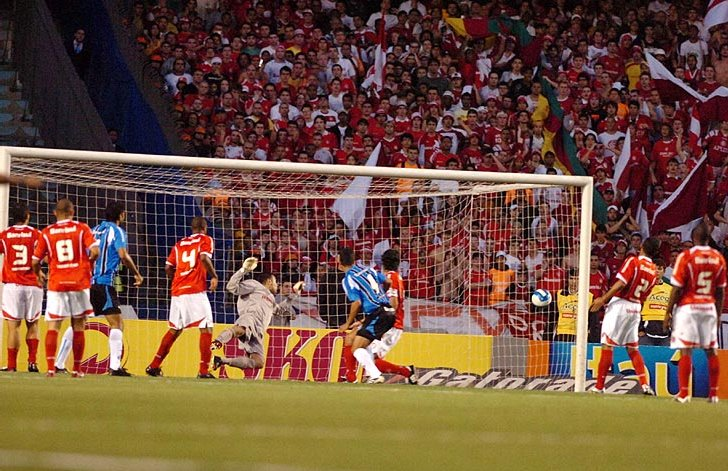
Grenal no Campeonato Brasileiro de 2007 no Olímpico

### Série C

#### Sociedade Esportiva e Recreativa Caxias do Sul
Títulos:
- 1 Campeonato Gaúcho (2000)
- 2 Campeonato Gaúcho - Divisão de Acesso (1953 e 2016)
- 1 Copa FGF (2007)
- 1 Campeonato da Região Serrana (2016)
- 1 Taça Piratini (2012)
- 1 Taça Coronel Ewaldo Poeta (2020)
- 1 Copa Daltro Menezes (1996)
- 1 Copa Ênio Andrade (1998)
- 5 Campeonato Citadino de Caxias do Sul (1937*, 1942*, 1947*, 1948* e 1953*)
- 1 Campeonato Metropolitano de Porto Alegre - Divisão de Acesso (1960)

#### Ypiranga Futebol Clube
Títulos:
- 4 Campeonato Gaúcho - Divisão de Acesso (1967, 1989, 2008 e 2014)
- 7 Campeonato Citadino de Erechim (1928, 1945, 1949, 1950, 1951, 1952 e 1953)

### Série D

#### Grêmio Esportivo Brasil
Títulos:
- 1 Campeonato Gaúcho (1919)
- 3 Campeonato Gaúcho - Divisão de Acesso (1961, 2004 e 2013)
- 1 Copa Governador (1972)
- 1 Copa Centenária FGF (2018)
- 24 Campeonato Citadino de Pelotas (1917, 1918, 1919, 1921, 1926, 1927, 1929, 1931, 1937, 1941, 1942, 1946, 1948, 1949, 1950, 1952, 1953, 1954, 1955, 1961, 1962, 1963, 1964, 1970, 1976, 1982, 2004 e 2006)

#### Guarany Futebol Clube
Títulos:
- 2 Campeonato Gaúcho (1920 e 1937)
- 2 Campeonato Gaúcho - Divisão de Acesso (1969 e 2006)
- 3 Campeonato Gaúcho - Série B (1999, 2016 e 2019)

#### Esporte Clube São José
Títulos:
- 2 Campeonato Gaúcho - Divisão de Acesso (1963 e 1981)
- 2 Copa FGF (2017 e 2024)
- 1 Copa Governador (1971)
- 1 Super Copa Gaúcha (2015)
- 1 Recopa Gaúcha (2018)
- 1 Campeonato da Região Metropolitana (2016)
- 1 Campeonato da Região Sul-Fronteira (2015)

#### Esporte Clube São Luiz
Títulos:
- 3 Campeonato Gaúcho - Divisão de Acesso (1950, 2005 e 2017)
- 2 Copa FGF (2022 e 2023)
- 1 Recopa Gaúcha (2024)

## Ranking da CBF

### Ranking dos clubes
Ranking atualizado em 14 de dezembro de 2024 
| Pos. | Clube               | Pontos | Brasileirão 2025 |
| ---- | ------------------- | ------ | ---------------- |
| 10º  | Grêmio              | 11.531 | Série A          |
| 12º  | Internacional       | 10.367 | Série A          |
| 18º  | Juventude           | 8.864  | Série A          |
| 48º  | Ypiranga de Erechim | 2.954  | Série C          |
| 54º  | Brasil de Pelotas   | 2.040  | Série D          |
| 57º  | São José-RS         | 1.880  | Série D          |
| 64º  | Caxias              | 1.575  | Série C          |
| 102º | São Luiz            | 680    | Série D          |
| 121º | Novo Hamburgo       | 474    |                  |
| 122º | Aimoré              | 471    |                  |
| 153º | Avenida             | 255    |                  |
| 192º | Esportivo           | 166    |                  |
| 205º | Glória              | 150    |                  |
| 224º | Pelotas             | 51     |                  |
| 235º | Santa Cruz-RS       | 50     |                  |

### Ranking das federações
| Ano  | Pos. | Pontos |
| ---- | ---- | ------ |
| 2018 | 4º   | 39.029 |
| 2019 | 4º   | 39.165 |
| 2020 | 4º   | 42.149 |
| 2021 | 3º   | 45.607 |
| 2022 | 3º   | 44.106 |
| 2023 | 3º   | 40.711 |
| 2024 | 4º   | 41.190 |
| 2025 | 3º   | 41.508 |